# Semiothisa orthostates
Semiothisa orthostates är en fjärilsart som beskrevs av Louis Beethoven Prout 1915. Semiothisa orthostates ingår i släktet Semiothisa och familjen mätare. Inga underarter finns listade i Catalogue of Life.